# Saalbach (flod)
 For alternative betydninger, se Saalbach. (Se også artikler, som begynder med Saalbach)
Saalbach er en flod i  den tyske delstat Baden-Württemberg, og en af Rhinens bifloder fra højre. Den  har sit udspring ved Bretten, hvor floderne Weißach og Salzach løber sammen. Ved byen Philippsburg munder den ud i Rhinen. 
49°16′17″N 8°27′05″Ø / 49.2713°N 8.4514°Ø